# Ƴ
Cette page contient des caractères spéciaux ou non latins. S’ils s’affichent mal (▯, ?, etc.), consultez la page d’aide Unicode.
Ƴ (minuscule ƴ), appelé Y crosse ou Y crocheté, est un Y avec un crochet. C'est une lettre additionnelle de l'alphabet latin qui est utilisée dans l'écriture de certaines langues d’Afrique de l’Ouest, comme le barma, le bassari, le bédik, le dagaare, le dadjo, le haoussa (au Niger), le lobiri, le kakabé, le karang, le kenga, le mambay, le noon, le peul, le saafi, le sérère, le sokoro, le wamey.

## Utilisation
Le y crocheté ne figure pas dans l’alphabet haoussa adopté en 1938, il est utilisé en peul et est adopté en haoussa à la suite de la réunion d’un groupe d’experts pour l’unification des alphabets des langues nationales organisée par l’Unesco en 1966.
Au Sénégal, ‹ ƴ › représente un coup de glotte palatalisé [ʔʲ] dans l’écriture du peul et du sérère. L’y crocheté et d’autres lettres crochetées ‹ ɓ ƈ ɗ ɠ ƥ ƭ ƴ › sont utilisées dans l’orthographe du sérère définie par le décret no 71-566 du 21 mai 1971.
Au Niger, ‹ ƴ › représente un coup de glotte palatalisé [ʔʲ] ou une consonne spirante palatale voisée laryngalisée [j̰] dans l’écriture du haoussa ; celle-ci est écrite ‹ ’y › au Nigeria.

## Représentation informatique
Cette lettre possède les représentations Unicode suivantes :
| formes    | représentations | chaînes de caractères | points de code | descriptions                     |
| --------- | --------------- | --------------------- | -------------- | -------------------------------- |
| capitale  | Ƴ               | Ƴ                     | U+01B3         | lettre majuscule latine y crosse |
| minuscule | ƴ               | ƴ                     | U+01B4         | lettre minuscule latine y crosse |